# Primarias del Partido Demócrata de 2008 en Arizona
Las Primarias Democráticas de Arizona, 2008 fueron el 5 de febrero de 2008, también conocidas como Súper Martes. 

## Resultados
| Candidato        | Votes   | Porcentaje | Delegados |
| ---------------- | ------- | ---------- | --------- |
| Hillary Clinton  | 200,809 | 50.55%     | 26        |
| Barack Obama     | 166,877 | 42.01%     | 21        |
| John Edwards*    | 21,078  | 5.31%      | 0         |
| Bill Richardson  | 2,569   | 0.65%      | 0         |
| Dennis Kucinich  | 1,749   | 0.44%      | 0         |
| Sandy Whitehouse | 576     | 0.15%      | 0         |
| Chris Dodd       | 438     | 0.11%      | 0         |
| Edward Dobson    | 356     | 0.09%      | 0         |
| Richard Grayson  | 299     | 0.08%      | 0         |
| Mike Gravel      | 296     | 0.07%      | 0         |
| Carl Kruger      | 267     | 0.07%      | 0         |
| Frank Lynch      | 228     | 0.06%      | 0         |
| William Campbell | 224     | 0.06%      | 0         |
| Chuck See        | 223     | 0.06%      | 0         |
| Libby Hubbard    | 181     | 0.05%      | 0         |
| Michael Oatman   | 172     | 0.04%      | 0         |
| Rich Lee         | 153     | 0.04%      | 0         |
| Peter Bollander  | 141     | 0.04%      | 0         |
| Philip Tanner    | 118     | 0.03%      | 0         |
| Evelyn Vitullo   | 112     | 0.03%      | 0         |
| Tish Haymer      | 97      | 0.02%      | 0         |
| Orion Daley      | 87      | 0.02%      | 0         |
| Leland Montell   | 84      | 0.02%      | 0         |
| Loti Gest        | 72      | 0.02%      | 0         |
| Total            | 397,216 | 100%       | 56        |

* Candidato se ha retirado antes de las primarias.